# Nouria Mérah-Benida
Nouria Mérah-Benida (Arabisch:نورية مراح بنيدة) (Algiers, 19 oktober 1970) is een Algerijnse middellangeafstandsloopster, die is gespecialiseerd in de 800 m en de 1.500 m. Ze werd olympisch kampioene, tweemaal Afrikaans kampioene, vijftienmaal Algerijns kampioene en eenmaal Pan-Arabisch kampioene op verschillende afstanden.
In haar jonge jaren kwam Mérah-Benida met name uit op de sprintafstanden en het hordelopen. Haar eerste succes boekte ze in 1991 door op twintigjarige leeftijd de nationale titel te winnen op de 400 m. In 1995 won ze een gouden medaille op de 1.500 m op de Pan-Arabische kampioenschappen in Caïro in een tijd van 2.05,52.
Het grootste succes van haar atletiekcarrière behaalde Nouria Mérah-Benida in 2000. Op de Spelen van Sydney liep ze naar de olympische titel op de 1.500 m. Met een tijd van 4.05,10 bleef ze nipt voor de Roemeense atletes Violeta Beclea (zilver) en Gabriela Szabó (brons). In datzelfde jaar werd ze ook Algerijns kampioene op de 800 m en in het veldlopen. Bovendien won ze op de Afrikaanse kampioenschappen ook de 1.500 m en een zilveren medaille op de 800 m. Ze plaatste zich voor de Olympische Spelen van 2004 in Athene, maar ging hier niet van start.
Op de Afrikaanse kampioenschappen 2006 in Bambous won Mérah-Benida net als in 2000 een gouden medaille op de 1.500 m. Op de 800 m moest ze genoegen nemen met het brons.

## Titels
- Olympisch kampioene 1.500 m - 2000
- Afrikaans kampioene 1.500 m - 2000, 2006
- Algerijns kampioene 100 m - 1992
- Algerijns kampioene 200 m - 1992, 1994
- Algerijns kampioene 400 m - 1991, 1992, 1994, 1995
- Algerijns kampioene 800 m - 1995, 2000, 2001, 2003, 2006
- Algerijns kampioene 100 m horden - 1993
- Algerijns kampioene veldlopen (korte afstand) - 2000, 2003
- Pan-Arabische kampioenschappen 1.500 m - 1995

## Persoonlijke records
Outdoor
| Onderdeel | Tijd    | Datum            | Plaats            |
| --------- | ------- | ---------------- | ----------------- |
| 400 m     | 54,10   | 13 juli 1995     | Annaba            |
| 800 m     | 1.59,49 | 10 juli 1999     | Arnhem            |
| 1.000 m   | 2.34,60 | 17 juli 1999     | Nice              |
| 1.500 m   | 3.59,12 | 18 augustus 2000 | Monaco            |
| Mijl      | 4.35,03 | 15 juni 2003     | Villeneuve-d'Ascq |
| 3.000 m   | 9.01,20 | 3 juni 2000      | Kerkrade          |

Indoor
| Onderdeel | Prestatie | Datum            | Plaats    |
| --------- | --------- | ---------------- | --------- |
| 800 m     | 2.00,75   | 13 februari 1999 | Dortmund  |
| 1.000 m   | 2.39,26   | 7 februari 1999  | Stuttgart |
| 1.500 m   | 4.07,94   | 18 februari 2000 | Chemnitz  |
| Mijl      | 4.28,90   | 6 februari 2000  | Stuttgart |
| 2.000 m   | 5.46,67   | 13 februari 2000 | Liévin    |
| 3.000 m   | 9.08,77   | 26 februari 2006 | Gent      |

## Prestaties

### Kampioenschappen
| Jaar | Wedstrijd                      | Plaats       | Resultaat | Onderdeel     | Tijd    |
| ---- | ------------------------------ | ------------ | --------- | ------------- | ------- |
| 1995 | Pan-Arabische kampioenschappen | Caïro        | 1e        | 1.500 m       | 4.11,27 |
| 1997 | Middellandse Zeespelen         | Bari         | 1e        | 1.500 m       | 4.11,27 |
| 1998 | WK veldlopen                   | Marrakesh    | 59e       | korte afstand | 13.46   |
| 1999 | Afrikaanse Spelen              | Johannesburg | 2e        | 800 m         | 2.00,83 |
|      | Afrikaanse Spelen              | Johannesburg | 2e        | 1.500 m       | 4.18,69 |
| 2000 | Afrikaanse kampioenschappen    | Algiers      | 1e        | 1.500 m       | 2.07,01 |
|      | Afrikaanse kampioenschappen    | Algiers      | 2e        | 800 m         | 1.59,73 |
|      | Olympische Spelen              | Sydney       | 1e        | 1.500 m       | 4.05,10 |
|      | Grand Prix Finale              | Doha         | 3e        | 1.500 m       | 4.15,85 |
| 2006 | Afrikaanse kampioenschappen    | Bambous      | 1e        | 1.500 m       | 4.23,26 |
|      | Afrikaanse kampioenschappen    | Bambous      | 3e        | 800 m         | 2.02,18 |
|      | Wereldatletiekfinale           | Stuttgart    | 9e        | 1.500 m       | 4.09,95 |

### Golden League-podiumplekken
| Jaar | Wedstrijd          | Plaats  | Resultaat | Onderdeel | Tijd    |
| ---- | ------------------ | ------- | --------- | --------- | ------- |
| 2000 | Golden Gala        | Rome    | 3e        | 1500 m    | 4.03,02 |
|      | Herculis           | Monaco  | 3e        | 1500 m    | 3.59,12 |
|      | Memorial Van Damme | Brussel | 3e        | 1500 m    | 4.01,23 |

1972: Ljoedmila Bragina ·
1976: Tatjana Kazankina ·
1980: Tatjana Kazankina ·
1984: Gabriella Dorio ·
1988: Paula Ivan ·
1992: Hassiba Boulmerka ·
1996: Svetlana Masterkova ·
2000: Nouria Mérah-Benida ·
2004: Kelly Holmes ·
2008: Nancy Langat ·
2012: Maryam Jamal ·
2016: Faith Kipyegon ·
2020: Faith Kipyegon ·
2024: Faith Kipyegon